# Nejvyšší hory Nevady

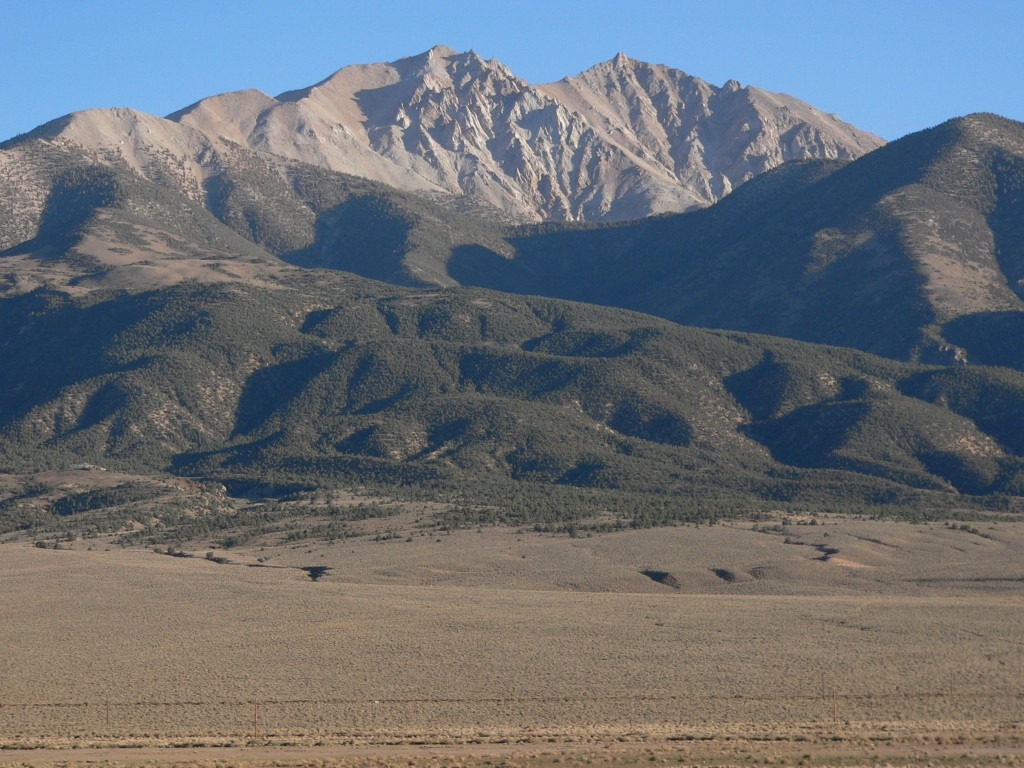
Boundary Peak a Montgomery Peak

Nejvyšší hory Nevady. Většina území Nevady leží v oblasti Velké pánve a náleží do fyzicko-geografického regionu Oblast pánví a hřbetů. Krajina Nevady je bezlesá, vyprahlá a většinou kamenitá. Charakteristické jsou horské hřbety, které rozdělují Velkou pánev na řadu menších mezihorských pánví. Horské hřbety a mezihorské pánve dosahují značných rozměrů i nadmořských výšek. Hřebeny hor převyšují 3 000 metrů a pánevní dna leží ve výškách 1 500 až 2 000 metrů.
Nejvyšší horou Nevady je Boundary Peak (4 005 m)
v pohoří White Mountains, který je s prominencí 77 metrů považován za nižší vrchol hory Montgomery Peak, která však již leží na území státu Kalifornie. Sedm hor v Nevadě (s prominencí vyšší než 500 metrů) a dvacet hor (s prominencí vyšší než 100 metrů) má nadmořskou výšku vyšší než 3 500 metrů. Nejvyšší nevadské hory leží v pohořích Snake Range, Toquima Range, Schell Creek Range, Spring Mountains a Toiyabe Range.

## 10 nejvyšších hor Nevady

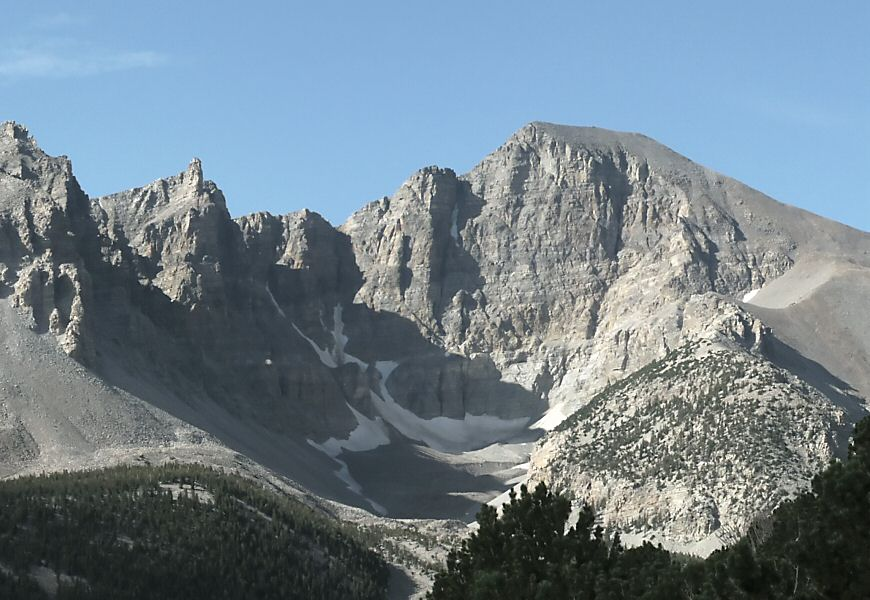
Wheeler Peak

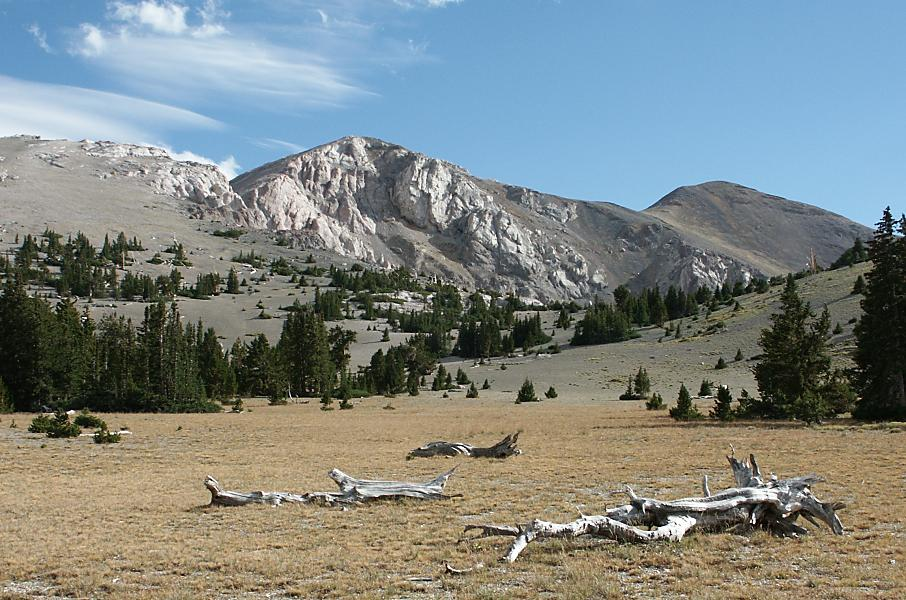
Mount Moriah

Ve výčtu hor jsou zastoupeny pouze vrcholy s prominencí vyšší než 500 metrů, s výjimkou hory Boundary Peak.
|    | Vrchol            | Pohoří             | Výška (m) | Prominence (m) | Izolace (km) |
| -- | ----------------- | ------------------ | --------- | -------------- | ------------ |
| 1  | Boundary Peak     | White Mountains    | 4 005     | 77             | 0,9          |
| 2  | Wheeler Peak      | Snake Range        | 3 982     | 2 307          | 373          |
| 3  | Mount Moriah      | Snake Range        | 3 680     | 1 496          | 32,7         |
| 4  | Mount Jefferson   | Toquima Range      | 3 641     | 1 789          | 158,7        |
| 5  | Charleston Peak   | Spring Mountains   | 3 632     | 2 517          | 218          |
| 6  | North Schell Peak | Schell Creek Range | 3 627     | 1 650          | 37,9         |
| 7  | Arc Dome          | Toiyabe Range      | 3 590     | 1 595          | 37,2         |
| 8  | Currant Mountain  | White Pine Range   | 3 511     | 1 394          | 85           |
| 9  | Bunker Hill       | Toiyabe Range      | 3 498     | 857            | 50,3         |
| 10 | Ruby Dome         | Ruby Mountains     | 3 472     | 1 466          | 152,5        |

## 5 vrcholů s nejvyšší prominencí

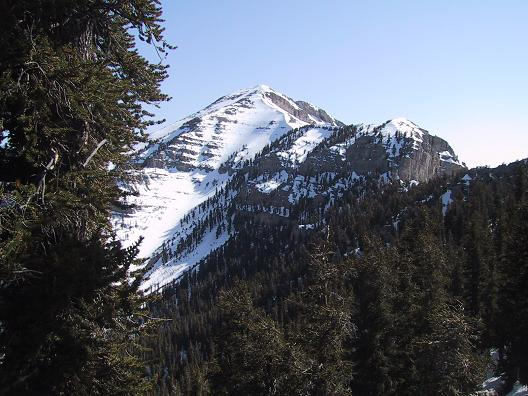
Charleston Peak

|   | Vrchol            | Pohoří             | Výška (m) | Prominence (m) | Izolace (km) |
| - | ----------------- | ------------------ | --------- | -------------- | ------------ |
| 1 | Charleston Peak   | Spring Mountains   | 3 632     | 2 517          | 218          |
| 2 | Wheeler Peak      | Snake Range        | 3 982     | 2 307          | 373          |
| 3 | Mount Jefferson   | Toquima Range      | 3 641     | 1 789          | 158,7        |
| 4 | Pilot Peak        | Pilot Range        | 3 268     | 1 747          | 86,4         |
| 5 | North Schell Peak | Schell Creek Range | 3 627     | 1 650          | 37,9         |

## 10 nejvyšších hor Nevady s prominencí vyšší než 100 metrů

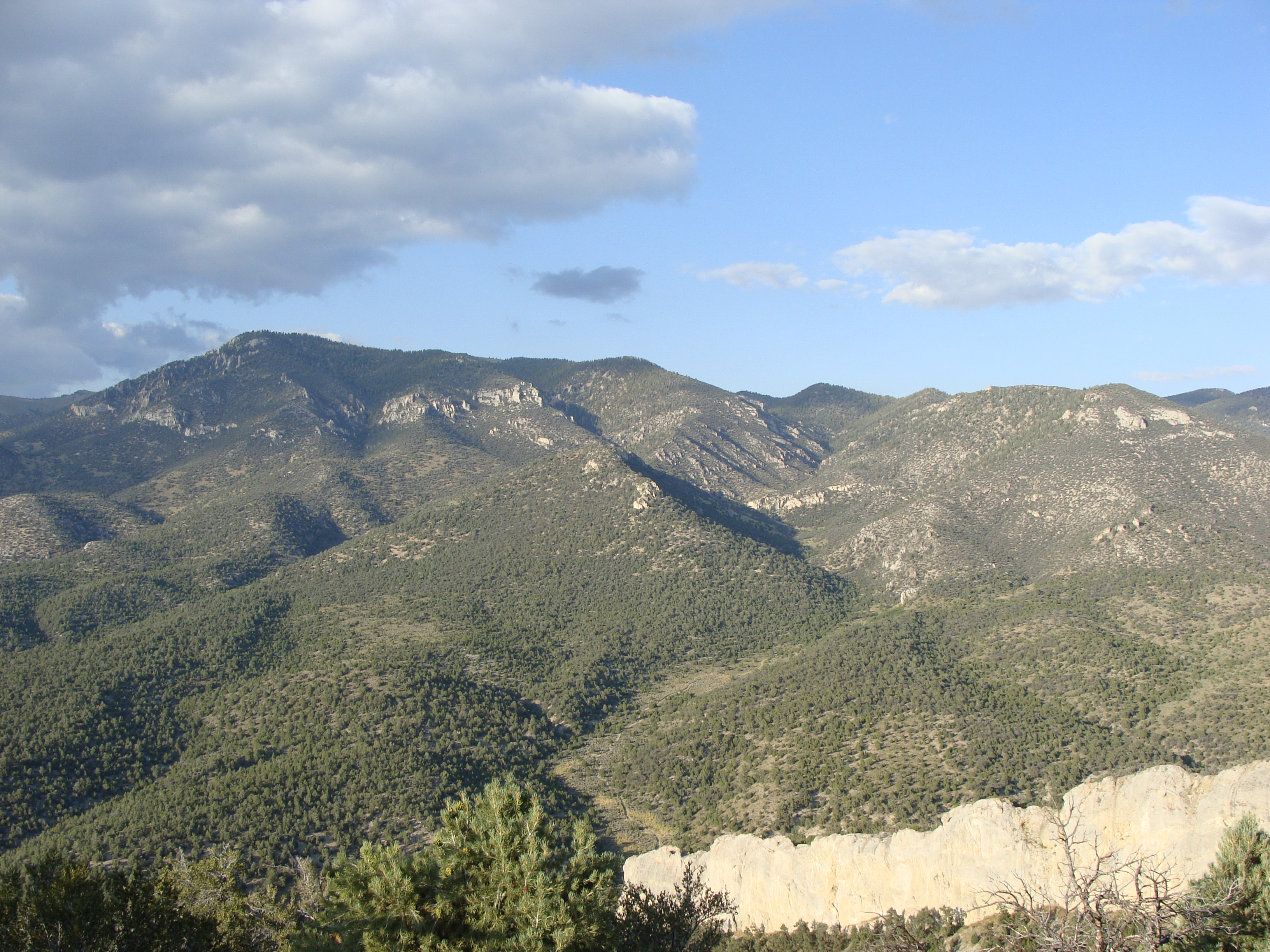
Schell Creek Range

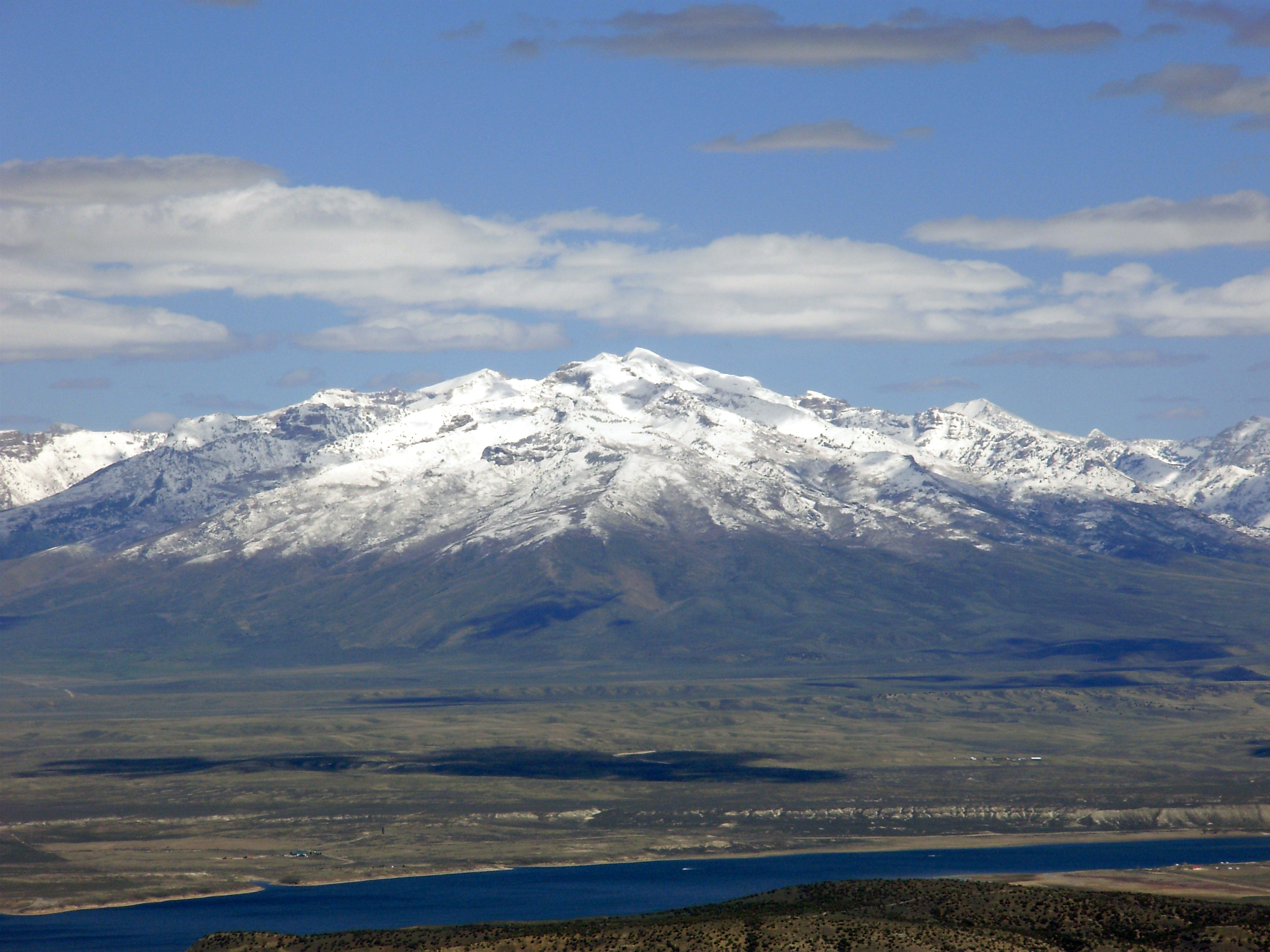
Ruby Dome

Ve výčtu hor jsou zastoupeny pouze vrcholy s prominencí vyšší než 100 metrů, s výjimkou hory Boundary Peak.
|    | Vrchol               | Pohoří             | Výška (m) | Prominence (m) | Izolace (km) |
| -- | -------------------- | ------------------ | --------- | -------------- | ------------ |
| 1  | Boundary Peak        | White Mountains    | 4 005     | 77             | 0,9          |
| 2  | Wheeler Peak         | Snake Range        | 3 982     | 2 307          | 373          |
| 3  | Jeff Davis Peak      | Snake Range        | 3 893     | 138            | 1,4          |
| 4  | Baker Peak           | Snake Range        | 3 751     | 152            | 1,6          |
| 5  | Mount Moriah         | Snake Range        | 3 680     | 1 496          | 32,7         |
| 6  | Mount Jefferson      | Toquima Range      | 3 641     | 1 789          | 158,7        |
| 7  | Pyramid Peak         | Snake Range        | 3 635     | 233            | 2,3          |
| 8  | Charleston Peak      | Spring Mountains   | 3 632     | 2 517          | 218          |
| 9  | North Schell Peak    | Schell Creek Range | 3 627     | 1 650          | 37,9         |
| 10 | Mount Jefferson-N.S. | Toquima Range      | 3 601     | 151            | 9,5          |